# Den pålidelige uro
Den pålidelige uro er en dansk eksperimentalfilm fra 1990 med instruktion og manuskript af Jon Micke.

## Handling
I et spraglet og farvestrålende landskab - uden sanselige grænser, sammensat af naturreferende elementer, vil serne møde nogle kropsartister. De vil med hver deres særlige kendetegn - i en række situationer, udelukkende gennem mimik og bevægelse, afdække nogle af de hyppigst forekommende tilstande i menneskets adfærd.